# زلاقیات
زلاقیات (به عربی: زلاقیات) یک روستا در سوریه است که در ناحیه مرکزی محرده واقع شده‌است. زلاقیات ۱٬۰۷۱ نفر جمعیت دارد.